# Peter Poles

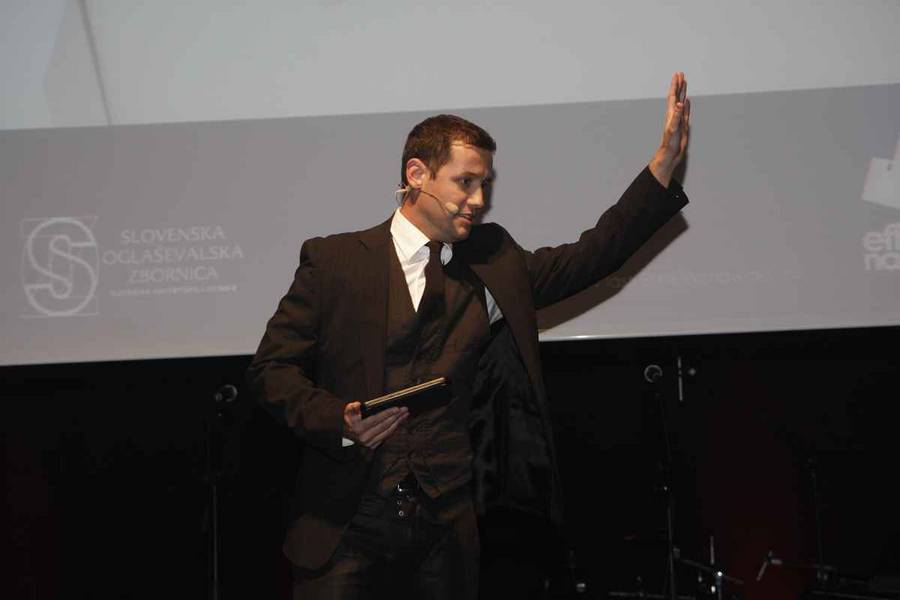
Peter Poles (2011)

Peter Poles (* 6. Februar 1978 in Slovenj Gradec) ist ein slowenischer Entertainer. Bekannt geworden ist er als Präsentator der slowenischen Punkte für den Eurovision Song Contest in den Jahren 2003, 2004, 2006, 2007, 2008 und 2009.